# Pupput
Pupput, también escrito Putput, Pudput, Pulpud y Pulpite en latín, y Souk el-Obiod o Souk el-Abiod ( en árabe: أبيض‎  o "mercado blanco"), fue una colonia en la provincia romana de África que ha sido equiparada con un sitio arqueológico en la actual Túnez. Está situado en la costa cerca de la ciudad de Hammamet, entre los dos uadis de Temad (o el-Thimad) al norte y Moussa al sur. Gran parte de Pupput está enterrada bajo modernos balnearios vacacionales que se han construido sobre la mayor parte del sitio.

## Historia

### Antigüedad clásica
Esta región agrícola, densamente ocupada en la antigüedad clásica, probablemente ha estado habitada desde el siglo V a. C. por los bereberes y cartagineses. Hay un santuario y una inscripción en la antigua ciudad púnica de Thinissut, ubicada en la moderna Bir Bouregba, pero no se han identificado restos púnicos en el sitio de Pupput.
Aquí existía un asentamiento ya en el siglo I a. C., que  pudo haber sido bereber-púnico. Era un simple vicus en territorio cartaginés en la época del emperador romano Antonino Pío (siglo II d. C.). Se cree que el político romano Salvio Juliano nació en el pueblo y puede ser debido a él que Pupput se convirtió en una colonia honoraria bajo el emperador Cómodo (185-192). En este momento, la ciudad era probablemente una ciudad satélite de su vecina Neapolis. El primer registro documental de la ciudad se remonta al año 168 cuando fue ascendida a la categoría de municipio gobernado por un concejo electo. Parece haber ganado importancia durante los siglos II y III, cuando se expandió considerablemente y se construyó un número significativo de monumentos públicos. Según una inscripción conservada en el Museo Nacional del Bardo en Túnez, dedicada al emperador Licinio del siglo IV, el nombre romano de la ciudad era "Colonia Aurelia Commoda Pia Felix Augusta Pupput".

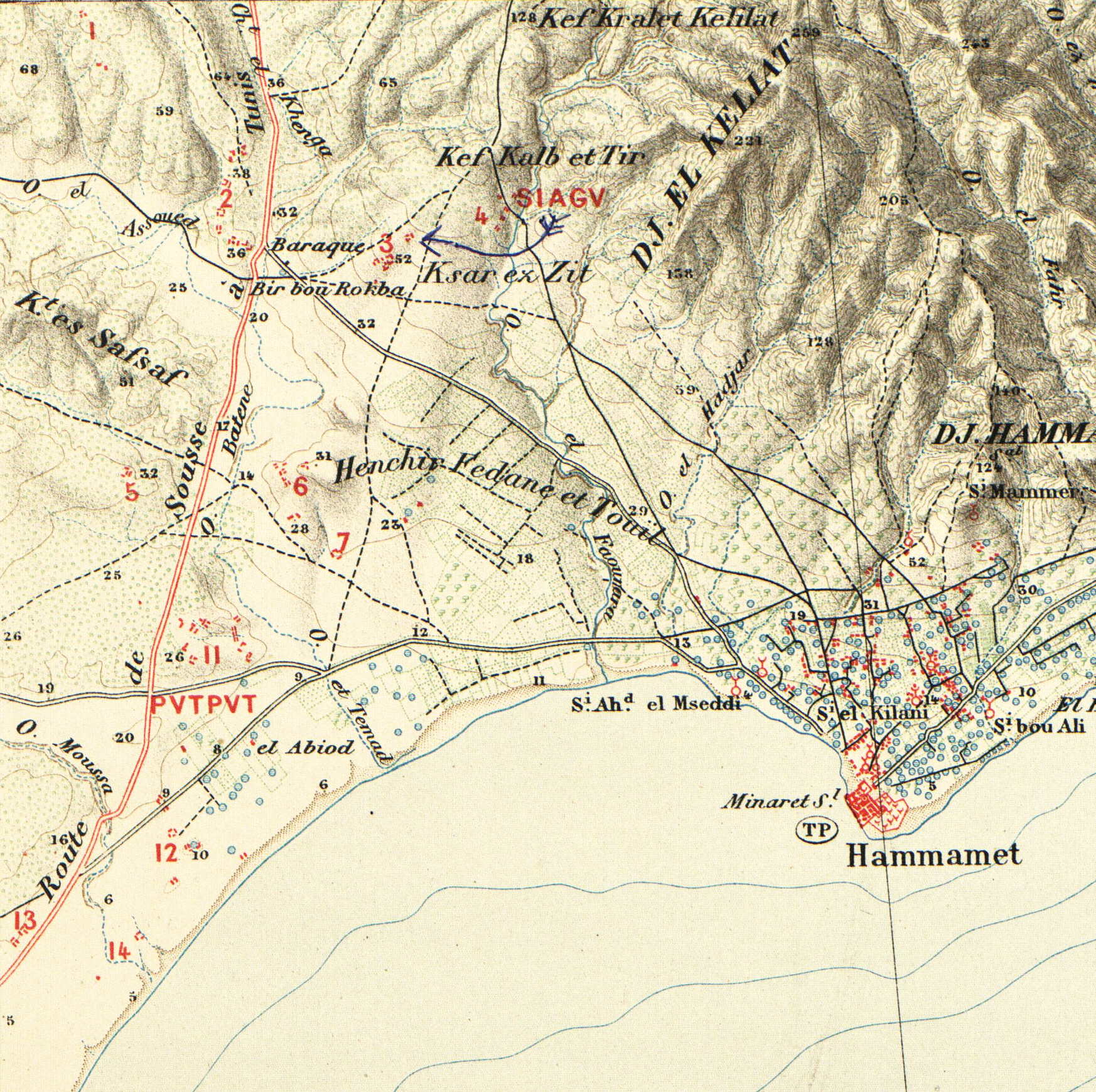
Extracto del Atlas archéologique de la Tunisie (1892), sitios 11-12 y 14.

### Antigüedad tardía
La antigua ciudad de Pupput se habría convertido de nuevo en vicus en la antigüedad tardía. Una sede episcopal de Puppi, correspondiente al moderno Souk-El-Abiodh al sur de Hammamet, se indica en las listas de obispos de 411 (donatistas y católicos), de 484, de 525 y de 646. Puppi fue la cátedra de una antigua sede episcopal cristiana de la provincia romana de África Proconsolaris, una diócesis sufragánea de la Arquidiócesis de Cartago. Hay registros de seis obispos de la Diócesis de Puppi. Dos de ellos, el católico Pannonio y el donatista Vittoriano, asistieron al Concilio de Cartago en 411 cuando católicos y donatistas se reunieron convocados para resolver el cisma donatista en el África romana. Un tercer obispo, Aurelio, asistió al Concilio de Calcedonia en 451. El obispo Pastinato asistió al Sínodo Vándalo de Cartago en 484 convocado por el Rey Hunérico en 484 en un intento de persuadir a los obispos católicos de convertirse al arrianismo. Después del sínodo, Pastinato fue exiliado. El obispo Fortunato asistió al concilio cartaginés de 525 y el obispo Guloso asistió a un concilio anti-monotelita en 646.
Aunque Puppi pertenecía a la provincia eclesiástica de África Proconsolaris, Pupput figuraba como parte de la provincia civil romana de Bizacena. Para explicar esta discrepancia, algunos autores, como Noël Duval, han sugerido que los cambios de límites dieron como resultado una conurbación de la ciudad con Siagu (ahora Ksar Ezzit en el este de la ciudad de Bir Bouregba), que estaba ubicada en África Proconsularis, a pocos kilómetros al norte.

### Edad Media
En la Edad Media, después del período vándalo, Pupput pasó a formar parte del Imperio Bizantino y se construyó una ciudadela para defenderlo. Después de la conquista árabe a finales del siglo VII, todo Túnez pasó bajo la dominación árabe y la ciudad pasó a llamarse Qasr Zaid. Luego, el centro urbano se trasladó más al noreste, hasta donde se fundó la ciudad de Hammamet, cerca de los baños (como sugiere el nombre), en el sitio de la medina. Los antiguos edificios de Souk el-Obiod parecen haber sido abandonados tras esta reubicación final. Los piratas del reino español de Aragón capturaron y destruyeron la ciudad en 1303, dejándola en ruinas. Posteriormente, la zona de Pupput fue colonizada por carboneros de Hammamet.

## Restos
Las fuentes históricas mencionan la existencia de un Capitolio, un teatro y un anfiteatro, del cual no existen rastros en la actualidad. No fue hasta finales del siglo XIX que el sitio fue redescubierto por accidente cuando se estaba nivelando un área para la construcción. Algunos de los restos de Pupput fueron desenterrados parcialmente a principios del siglo XX por batallones del ejército francés, pero a finales de la década de 1960 el sitio estaba en peligro por el desarrollo de complejos hoteleros a lo largo de la costa tunecina. La arqueología de rescate reveló parte de una necrópolis romana, que a 300 metros es la más grande del África romana. Además, se encontró un gran barrio residencial que incluía casas, termas (baños) que dieron su nombre al cercano Hammamet (de la palabra árabe hammam, que significa "baño"), y una red de suministro de agua que incluye partes de acueductos y cisternas. También se hallaron objetos funerarios y elementos arquitectónicos decorativos, incluido el piso de mosaico que indica edificios de alto estatus. El barrio residencial y los baños se conservaron como parque arqueológico, pero los restos del complejo monumental central y los edificios públicos fueron enterrados bajo los cimientos del hotel.
La antigua ciudad y obispado de Puppi se ha identificado tentativamente con este sitio en Souk el-Abiod.